# Conie (Conie)
Die Conie ist ein Fluss in Frankreich, der im Département Eure-et-Loir in der Region Centre-Val de Loire verläuft. Sie entspringt im Gemeindegebiet von Germignonville, entwässert generell in südwestlicher Richtung und mündet nach rund 27 Kilometern bei Nottonville als rechter Nebenfluss in den gleichnamigen Fluss Conie.

## Orte am Fluss
- Fontenay-sur-Conie
- Orgères-en-Beauce
- Nottonville